# Cementiri alegre

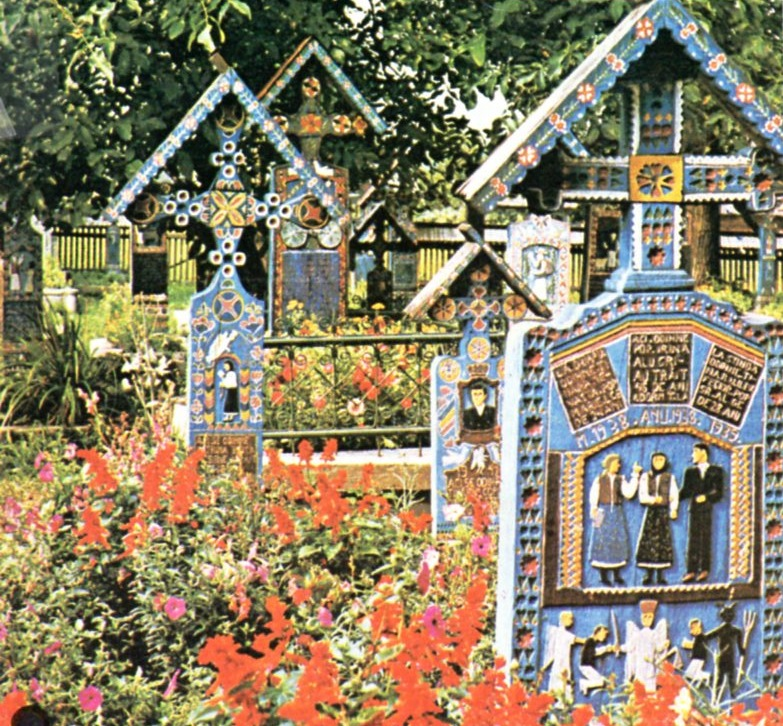
Làpides alegres del cementiri

El cementiri alegre (en romanès, Cimitirul vesel i pronunciat com a [t͡ʃimiˈtirul ˈvesel]) és un cementiri al poble de Săpânța, a Romania. És famós per les seves làpides de colors vius amb pintures naïfs que descriuen, d'una manera original i poètica, escenes de les persones que hi són enterrades i llurs vides. Ha esdevingut un museu a l'aire lliure i una atracció turística nacional.
La característica inusual d'aquest cementiri és que divergeix de la creença predominant, compartida culturalment a les societats europees, que considera la mort com quelcom indeleble i solemne. Es cementiri parteix de la cultura dàcia local, una cultura els principis filosòfics de la qual suposadament avalaven la immortalitat de l'ànima i la creença que la mort era un moment ple d'alegria i d'anticipació per a una vida millor (vegeu també el salmoxianisme).
Hi ha una col·lecció dels epitafis del cementiri alegre en un volum del 2017 anomenat Crucile de la Săpânța, compilat per l'autora Roxana Mihalcea  Arxivat 2021-01-28 a Wayback Machine., així com en un llibre de fotografia titulat The Merry Cemetery of Sapanta de Peter Kayafas.

## El fundador
Els orígens del cementiri estan relacionats amb el nom de Stan Ioan Pătraş, un artista local que va esculpir les primeres creus de làpida. El 1935, Pătraș va esculpir el primer epitafi i, a partir dels anys seixanta, van aparèixer més de 800 d'aquestes creus de fusta de roure. La inscripció de la seva creu de làpida diu:
| Romanès De cu tînăr copilaș Io am fost Stan Ion Pătraș Să mă ascultaț persones buni Ce voi spune nu-s minciuni Cîte zile am trăit Rău la nime n-am dorit Dar bine cît-am could Orișicine mia cerut Vai săraca lumea mea Că greu am trăit în ea | Català Des de petit Em coneixien com Stan Ion Pătraş Escolteu-me, companys No hi ha mentides en el que diré Al llarg de la meva vida No volia dir cap mal a ningú Però ho vaig fer tot el que vaig poder A qualsevol que ho demanés Oh, el meu pobre món Perquè era difícil viure-hi |

## Epitafis divertits
| Romanès Sub aquesta cruce grea Zace biata soacră-mea Trei zile de mai trăia Zăceam eu și cetea ea. oi care treceți pă aquí Incercați să no treziți Că acasă dacă vine Iarăi cu gura pă mine Da așa eu m-oi purta Că-napoi na înturna Stai aicea dragă soacră-mea | Català Sota aquesta pesada creu Hi roman la meva pobra sogra. Si hagués viscut tres dies més Jo romandria sota aquesta creu i ella el llegiria. Vós, que per aquí passeu Intenteu no despertar-la, Perquè si torna a casa Em renyarà més. Però segur que em comportaré. Així que no tornarà de la tomba. Queda’t aquí, estimada sogra! |

## Galeria

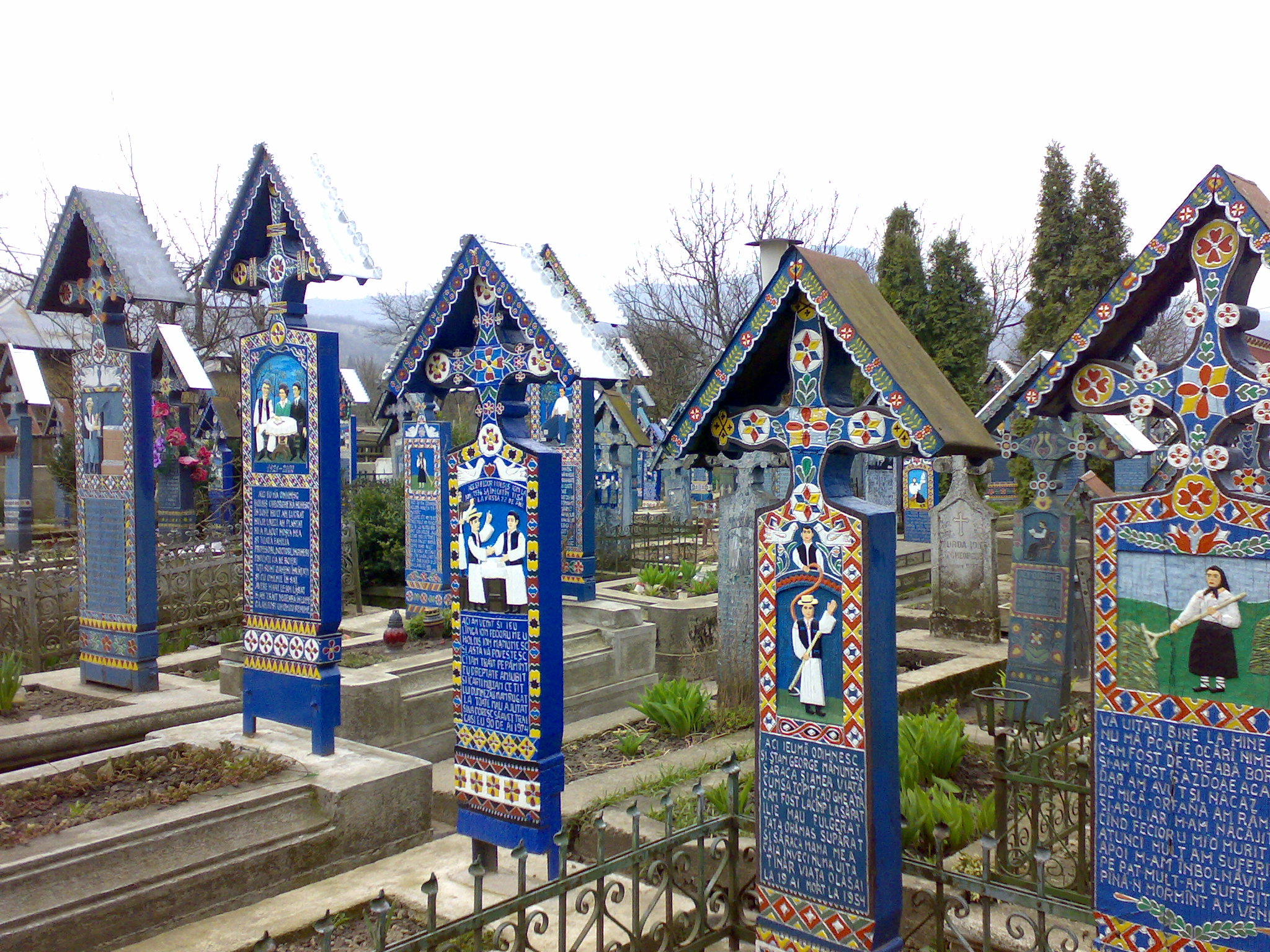
Creus del cementiri alegre de color blau
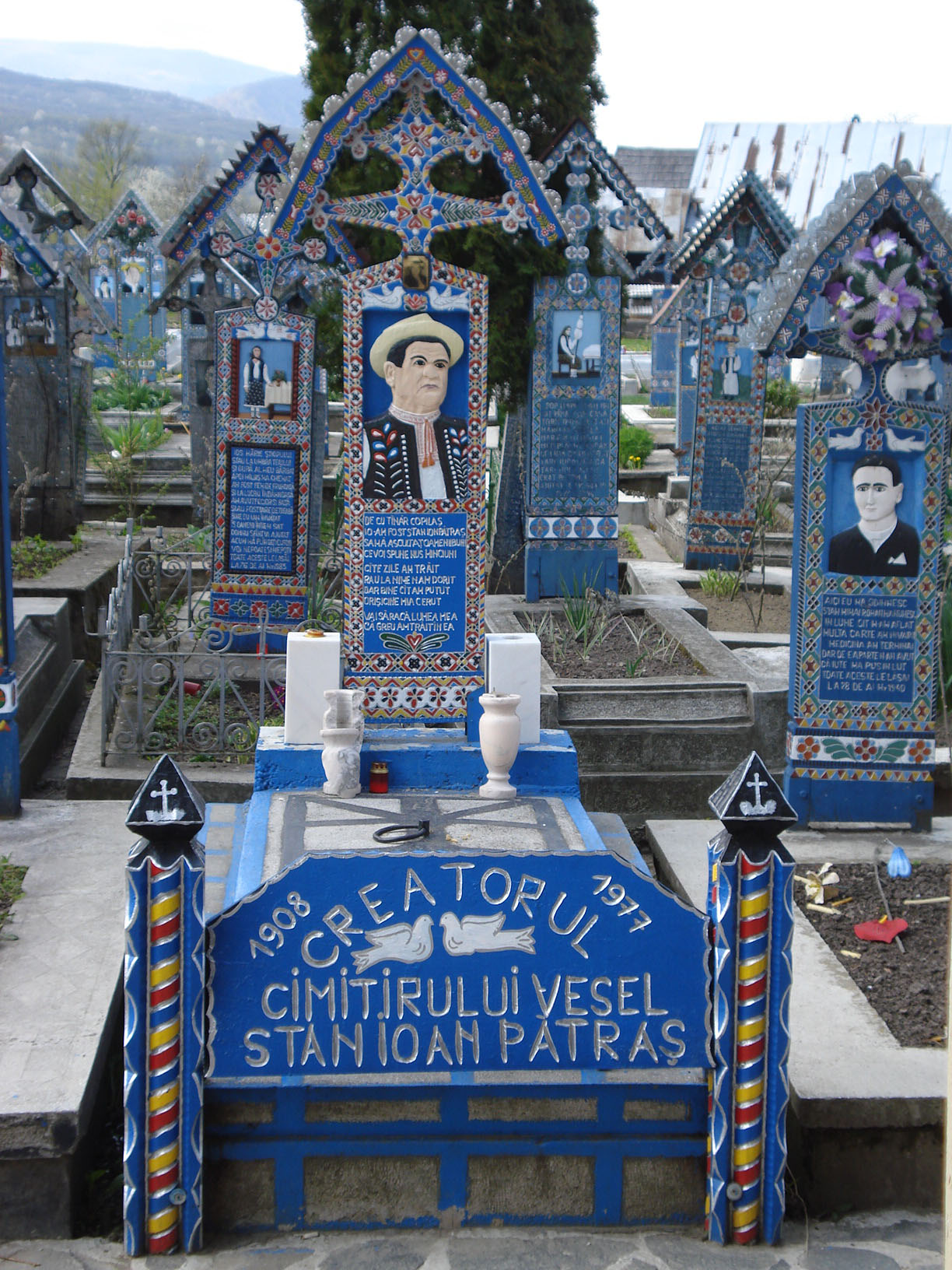
Tomba de Stan Ioan Pătraş (1908 - 1977), creador del Cementiri alegre
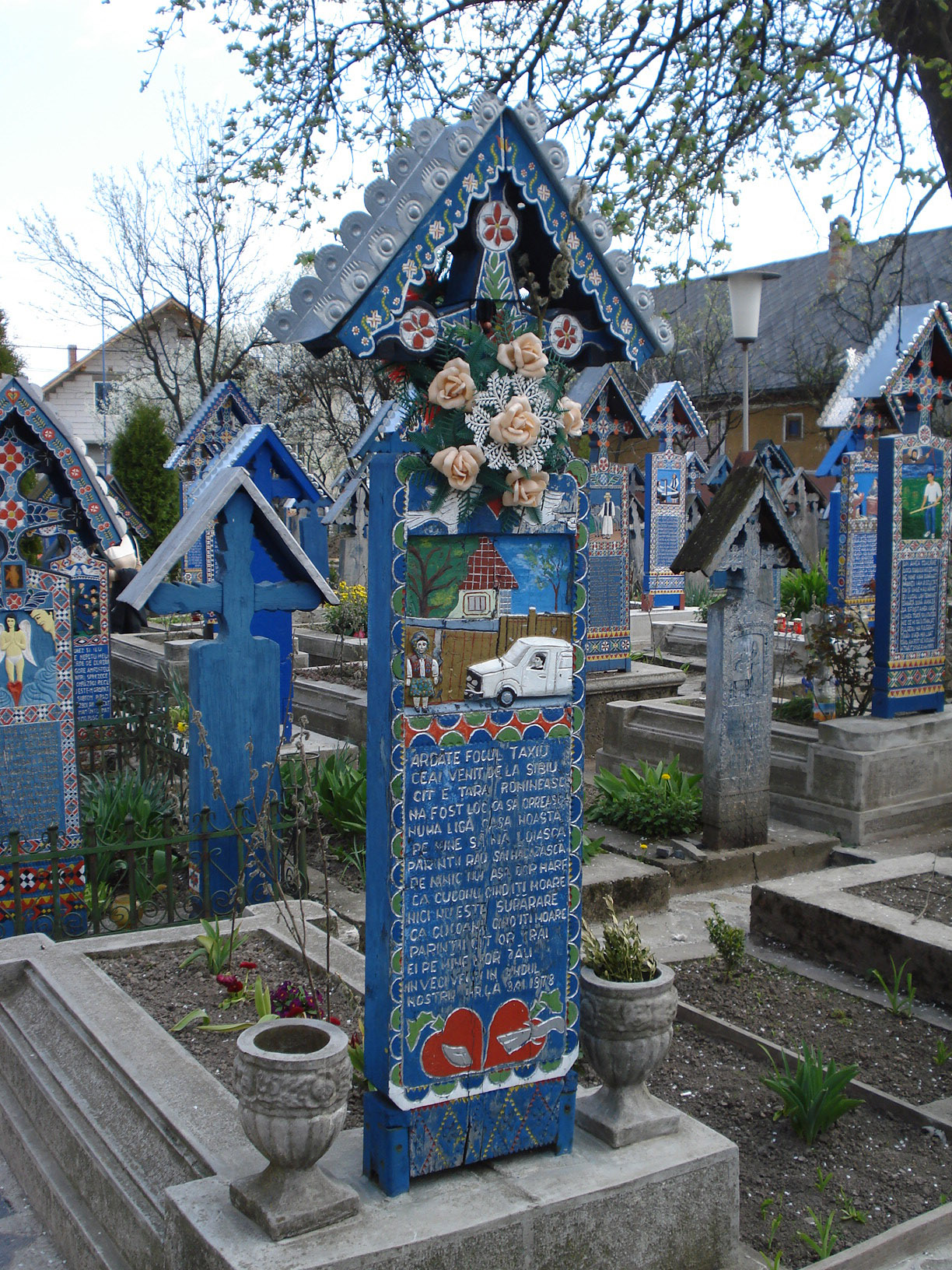
Breu descripció de la vida d'un vilatà esculpit a la creu
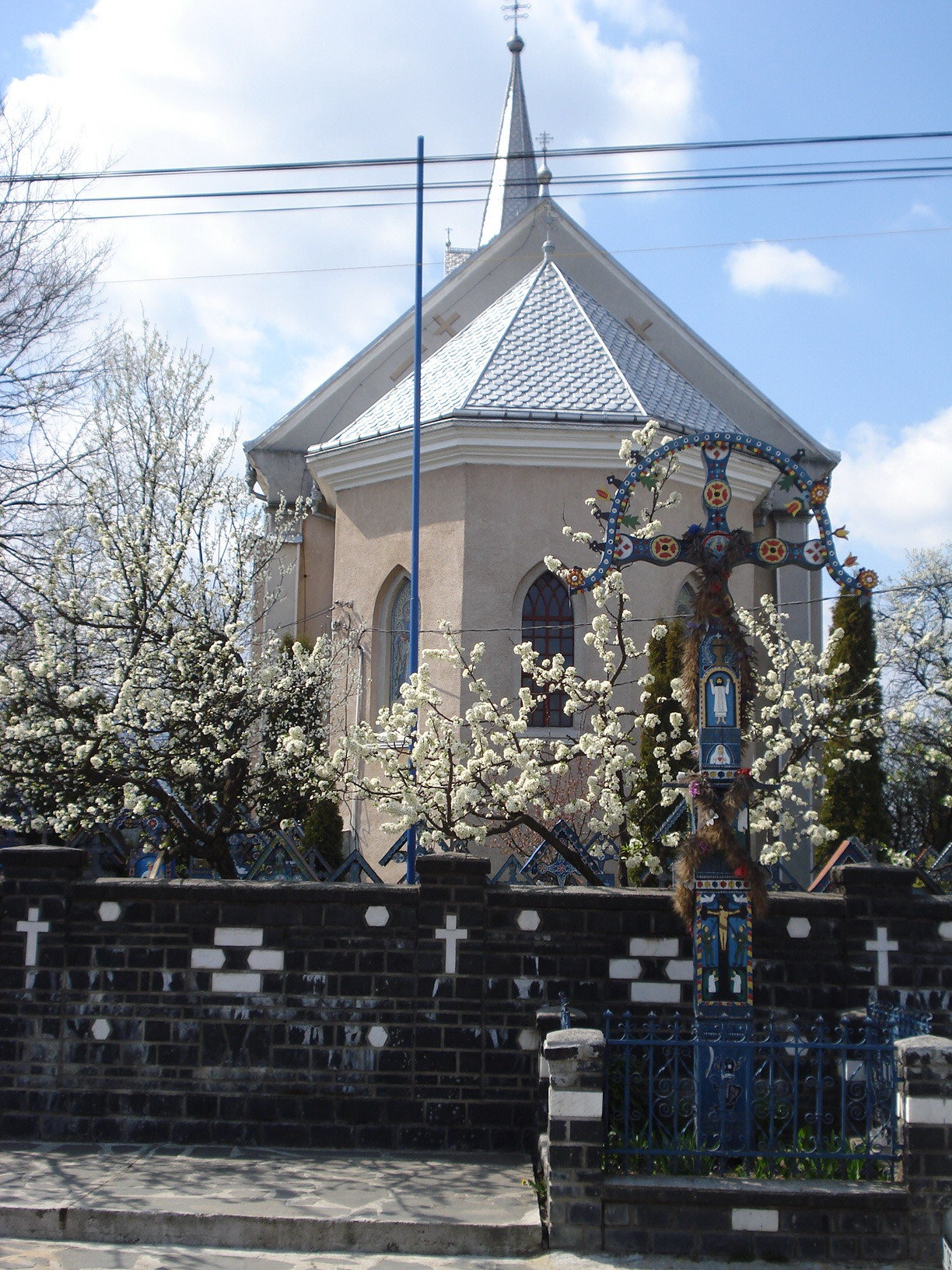
Perfil de l'Església Ortodoxa situada prop del cementiri alegre
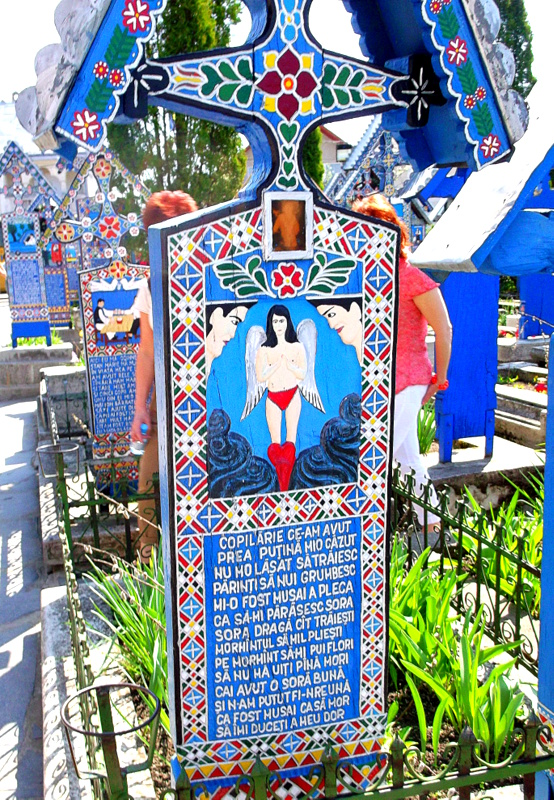
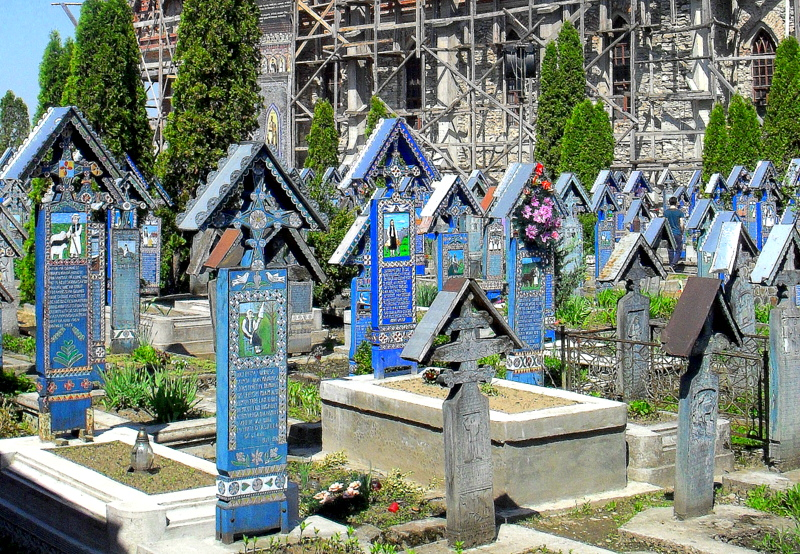
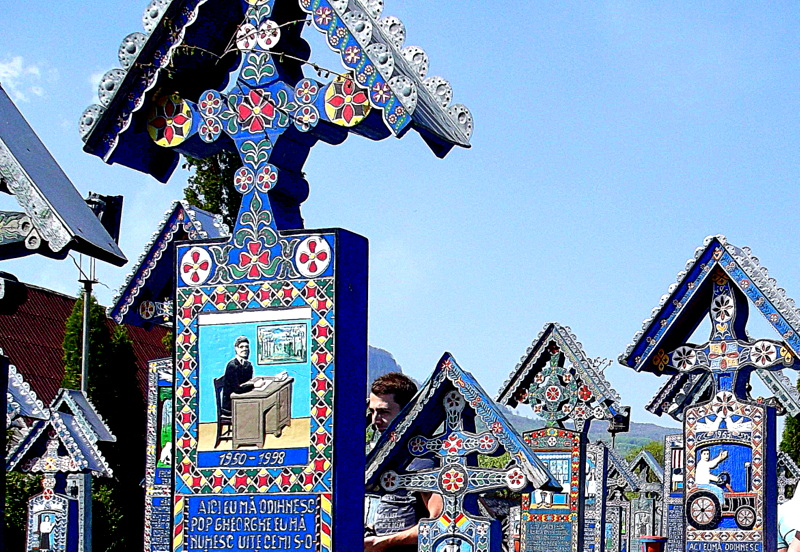
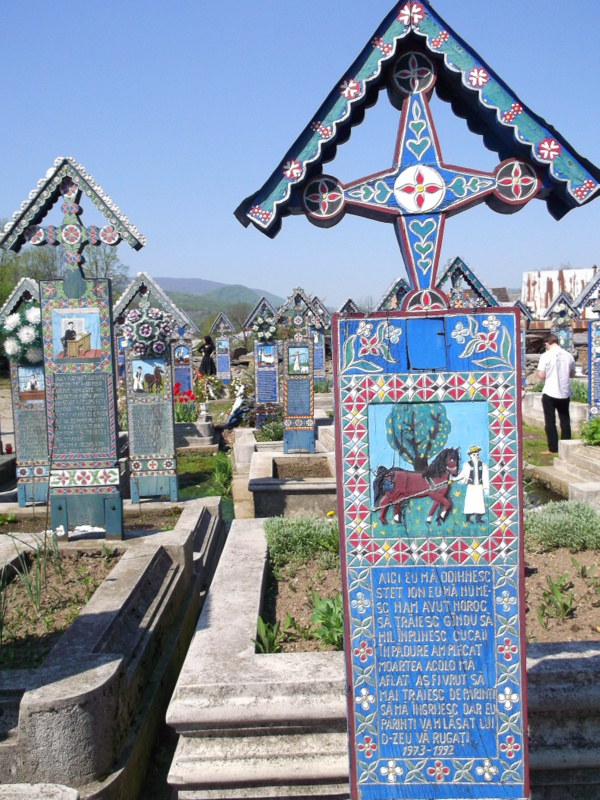
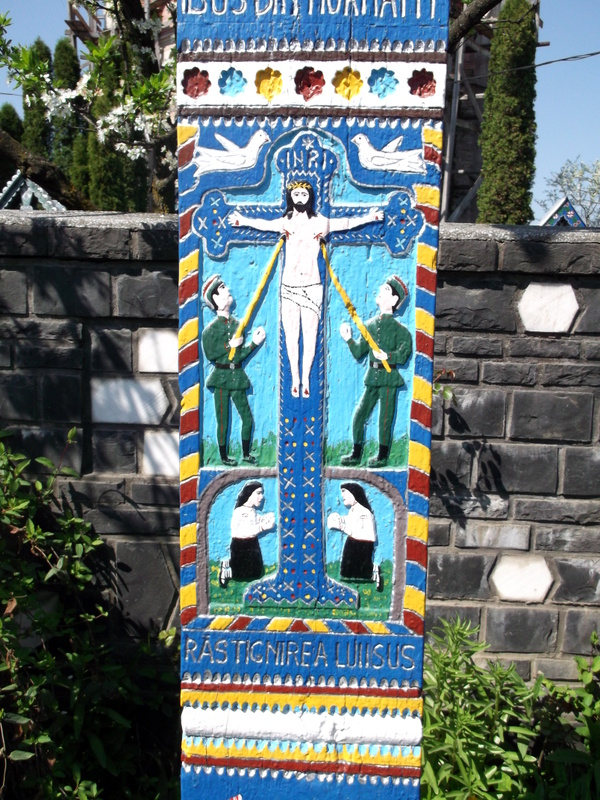

- Creus del cementiri alegre